# Привлака (Задарска жупанија)
Привлака је насељено место и седиште општине у Задарској жупанији, Република Хрватска.

## Историја
До територијалне реорганизације у Хрватској налазила се у саставу бивше велике општине Задар.

## Становништво
На попису становништва 2011. године, општина, односно насељено место Привлака је имала 2.253 становника.

## Попис1991.
На попису становништва 1991. године, насељено место Привлака је имало 2.988 становника, следећег националног састава:
| Попис 1991.‍   | Попис 1991.‍  | Попис 1991.‍ | Попис 1991.‍ | Попис 1991.‍ |
| ------------- | ------------ | ----------- | ----------- | ----------- |
|               |              |             |             |             |
| Хрвати        | Хрвати       |             | 2.752       | 92,10%      |
| Срби          | Срби         |             | 12          | 0,40%       |
| Албанци       | Албанци      |             | 6           | 0,20%       |
| Немци         | Немци        |             | 4           | 0,13%       |
| Словенци      | Словенци     |             | 4           | 0,13%       |
| Југословени   | Југословени  |             | 2           | 0,06%       |
| Македонци     | Македонци    |             | 2           | 0,06%       |
| Муслимани     | Муслимани    |             | 2           | 0,06%       |
| Аустријанци   | Аустријанци  |             | 1           | 0,03%       |
| Италијани     | Италијани    |             | 1           | 0,03%       |
| Мађари        | Мађари       |             | 1           | 0,03%       |
| остали        | остали       |             | 8           | 0,26%       |
| неопредељени  | неопредељени |             | 2           | 0,06%       |
| непознато     | непознато    |             | 191         | 6,39%       |
| укупно: 2.988 |              |             |             |             |